# Zeus (superkomputer)

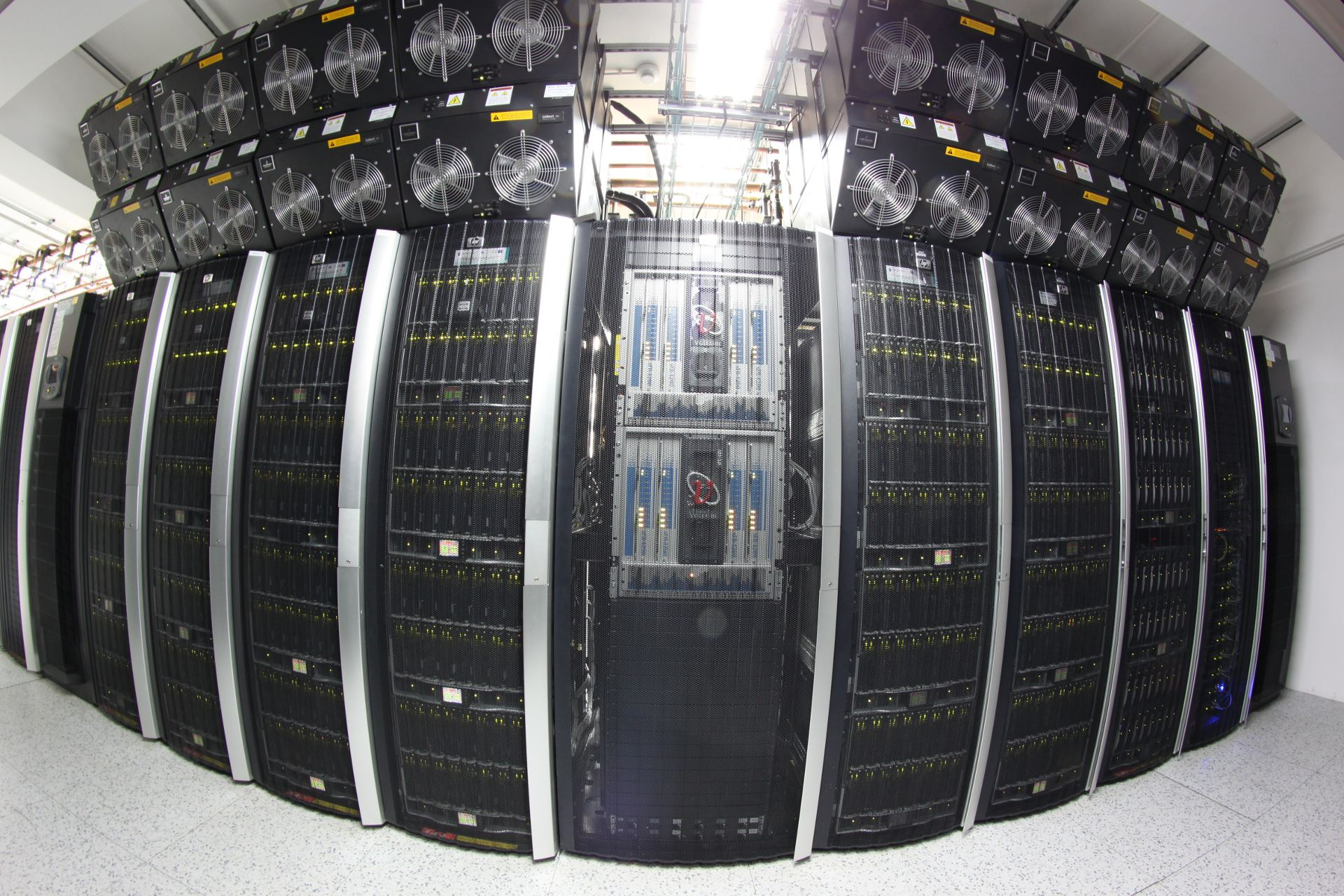
Superkomputer Zeus (fragment)

Zeus – superkomputer zainstalowany w Akademickim Centrum Komputerowym Cyfronet Akademii Górniczo-Hutniczej w Krakowie. W 2013 był najwydajniejszym superkomputerem w Polsce, osiągając 266,9 TFLOPS w testach LINPACK.
Zajmował 5. miejsce w Polsce i 269. na świecie na liście najszybszych superkomputerów (lista TOP500 z 06/2015).

## Budowa
Zeus zbudowany został przez Cyfronet w oparciu o serwery firmy Hewlett-Packard. Po modernizacji w 2013 posiada 25468 rdzeni obliczeniowych, 60 TB pamięci operacyjnej i 2300 TB pamięci dyskowej. W jego skład wchodzi także 208 kart Nvidia Tesla M2050 i M2090. Działa pod kontrolą systemu operacyjnego Scientific Linux.
Jego budowa była współfinansowana m.in. ze środków Programu Operacyjnego Innowacyjna Gospodarka oraz Małopolskiego Regionalnego Programu Operacyjnego.